# Cycle limite
Pour les articles homonymes, voir Cycle.
Dans le domaine des systèmes dynamiques, un cycle limite, ou cycle-limite sur un plan ou une variété bidimensionnelle est une trajectoire fermée dans l'espace des phases, telle qu'au moins une autre trajectoire spirale à l'intérieur lorsque le temps tend vers {\displaystyle \pm \infty }.
Ces comportements s'observent dans certains systèmes non linéaires. Si toutes les trajectoires voisines approchent le cycle limite lorsque t {\displaystyle \rightarrow +\infty }, on parle de cycle limite stable ou attractif.
Les cycles limites stables impliquent des oscillations maintenues. Toute perturbation qui éloignerait la trajectoire du cycle limite s'atténuerait avec le temps, pour revenir à ce cycle limite quand {\displaystyle t\to \infty }.

## Cas de l'oscillateur de Van der Pol

Cycle limite de l'oscillateur de Van der Pol.

On peut observer un cycle limite stable pour l'oscillateur de Van der Pol. Toutes les trajectoires tendent à former une figure fermée : le système a tendance à maintenir des oscillations.

## Cas général
Le nombre de cycles limites d'une équation différentielle polynomiale fait l'objet de la seconde partie du seizième problème de Hilbert. Le théorème de Poincaré-Bendixson et celui de Bendixson-Dulac (en) prédisent l'existence, respectivement l'absence, de cycles limites pour les équations différentielles non linéaires en deux dimensions.

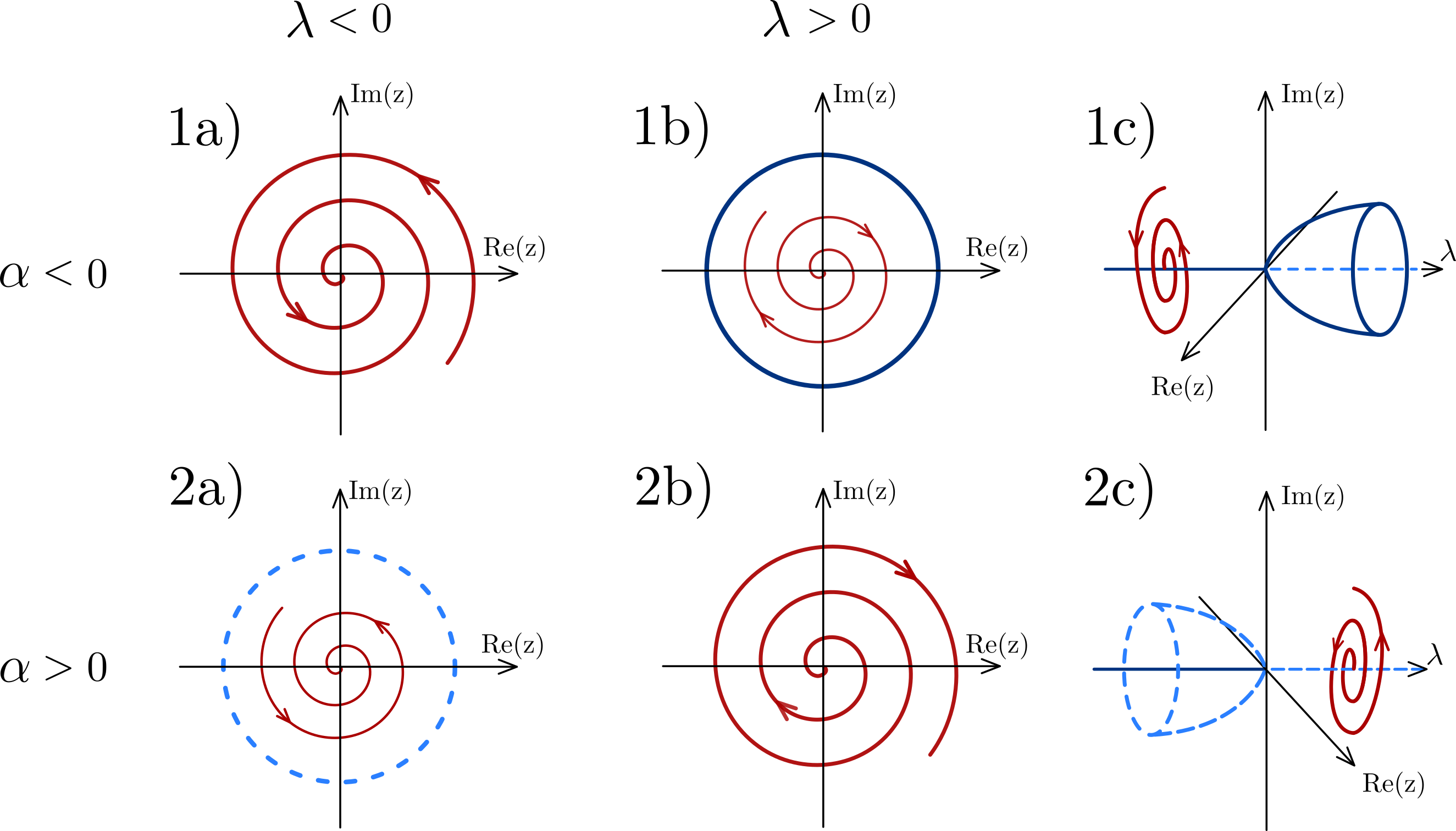
Cycle limite pour la bifurcation de Hopf, 1: supercritique, 2: sous-critique.